# کارولینا اسلونیچکووا

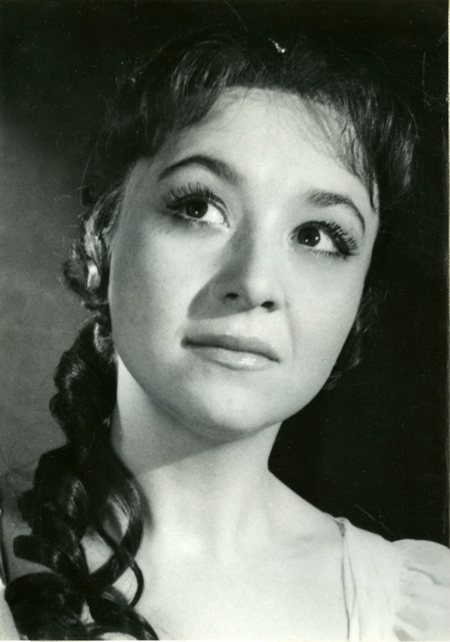
کارولینا اسلونیچکووا در نقش ناتاشا در نمایشنامۀ جنگ و صلح

کارولینا اسلونیچکووا (چکی: Karolina Slunéčková؛ ۸ آوریل ۱۹۳۴ – ۱۱ ژوئن ۱۹۸۳) با نام هنری اُلگا اسلونیچکووا بازیگر اهل چکسلواکی بود.
از فیلم‌ها یا برنامه‌های تلویزیونی که وی در آن نقش داشته است، می‌توان به مارکتا لازاروا و گوی آذرخش اشاره کرد.